# Octavian Abrudan
Octavian Abrudan (n. 16 martie 1984, Cluj-Napoca, România) este un jucător român de fotbal retras din activitate.
La 31 de ani, a ales să meargă să joace pentru Universitatea Cluj când, după falimentul societății ce administra clubul, echipa a fost refondată de fani și a pornit din Liga a IV-a Cluj, și a jucat acolo până când echipa a ajuns în Liga a II-a și a ratat în primul an promovarea în primul eșalon.